# 冷戰 (術語)
冷戰（英語：Cold war）為國家間的一種衝突模式，他並非直接性的軍事衝突，而乃主要透過經濟與政治行動、宣傳、間諜行動與由代理人發動的代理人戰爭來進行。此術語最常被拿來指1947-91年的美蘇冷戰，而所謂的代理人戰爭通常為衝突國的衛星國，即與衝突國結盟或者受其政治影響的國家。冷戰中的對手往往會向參與和敵方國家衝突的小國提供經濟與軍事援助，如武器、戰術支持或軍事顧問等。

## 術語由來
在1945年前，「冷戰」一詞很少被提起。一些作家認為，十四世紀的西班牙人胡安·曼紐爾首次就基督教與伊斯蘭教之間的出藤屬用此術語（當然，是用西班牙語）；然而，其術語「不溫不熱」，並非所謂的「冷」戰。「冷」戰要一直到19世紀關於其作品的錯誤翻譯中才出現。
1934年，這個詞被用來代指一個被蛇咬傷後接受治療的信仰治療師。報紙報導稱，醫務人員暗示信仰在他的生存中發揮此作用，這是「科學與宗教之間的無休止冷戰」。
關於它第一次在當代民族國家之間的衝突的應用，起始於1938年3月發表在《國家》雜誌上的一篇匿名社論中，標題為「希特勒的冷戰」。隨後，這個詞在1939年的整個夏天的報紙中被零星地使用，他被用來描述第二次世界大戰前，歐洲大陸（特別是波蘭）普遍存在的緊張局勢和武器集結、大規模徵兵之情況。此情況被描述為「冷戰」或者「熱和平」，有許多歐洲國家的軍隊都開始集結。《經濟學人》之副主編格雷厄姆·赫頓在其發表的1939年8月版的《大西洋月刊》上的某文章使用了該術語。這篇名為「下一次和平」的文章中對冷戰概念的闡述可能超過了到目前為止對該術語的任何英語援引，並在隨後的報紙豬欄中獲得至少一個同感之反應。波蘭人聲稱這一時期還包括「透過製造事端來進行挑釁。」還有人猜測說德國的冷戰策略可能會削弱波蘭對其入侵的抵抗能力。
戰期間，這個詞也以不太持久的方式被使用，比如冬季戰爭前的情況，或者在鼓勵美國政治家在決定是否加入戰爭前做出的冷靜評估之意見欄中。
在第二次世界大戰結束時，乔治·奥威尔在1945年10月19日發表在英國雜誌《論壇報》中的文章《你與原子彈》中使用了該術語。他描述了一個生活在核戰爭威脅陰影下的世界，他警告說「不和平的和平」，並稱之為永久性的「冷戰」。奥威尔直接將那場戰爭稱為蘇聯與西方世界間的意識形態對抗。此外，在1946年3月10日的《觀察家報》上，奥威尔寫說「在去年12月莫斯科會議之後，蘇俄便開始與英國，乃至整個大英帝國進行『冷戰』了。」
如今已經被確立的定義是，透過間接性衝突所發動的戰爭。第一次以這個意義使用該術語，並描述二戰後蘇聯與其衛星國，以及美國與其西歐盟國（實際上是作為敵對勢力的衛星國）之間的地緣政治之緊張關係，為美國金融學家兼總統顧問伯納德·巴魯克所為。1947年4月16日，他在南卡罗来纳州發表演講（由記者赫伯特·斯沃普紀錄）時說：「我們必須面對現實，我們今天就活在一場冷戰之下。」報紙記者兼專欄作家沃爾特·李普曼隨後在《冷戰》（1947年出版）一書中，將這個術語發揚光大。
相比之下，「熱戰」之術語偶爾也會被使用，但在軍事理論文獻中仍較少見。

## 被打上冷戰術語的緊張局勢
自美蘇冷戰以來，一些全球/地區的緊張局勢也會被冠上冷戰一詞。

### 16世紀的英國與西班牙
小阿道夫·S·奥科在1964年發表的法蘭西斯·德瑞克之新阿爾比恩之主張的文章中，將16世紀英國與西班牙之間的一些緊張關係稱為一場冷戰。

### 大博弈
大博弈為19世紀大英帝國與俄羅斯帝國在亞洲發生的殖民對抗，儘管這同樣有是個爭議，他仍被不同程度地描述成冷戰。

### 第二次冷戰
第二次冷战，又稱冷战2.0、新冷战，為描述冷戰時期後美國與俄羅斯/中華人民共和國之間政治與軍事緊張關係的術語。其中，華盛頓特區政策研究機構傳統基金會凱文·羅伯茨用此術語來代稱中美對峙的局面。

### 中東
馬爾科姆·H·克爾首先創造出「阿拉伯冷戰」之術語，其指的是阿拉伯世界內的兩個勢力，即由納賽爾領導的捍衛阿拉伯社會主義、泛阿拉伯主義與阿拉伯民族主義的納賽爾主義共和國，對抗由沙烏地阿拉伯領導的傳統主義君主國之間的政治衝突。
大西洋理事會成員比拉爾·Y·薩博、About.com作家普里莫茲·曼弗雷達、伊朗學者賽義德·侯賽因·穆薩維安和普林斯頓大學學者希納·图西、記者金姆·加塔斯、《外交政策》雜誌記者尤奇·德雷森、布魯金斯學會研究員蘇爾坦·巴拉卡特，以及《新聞週刊》記者喬納森·布羅德皆用「冷戰」一詞代指沙烏地阿拉伯與伊朗的關係。2016年2月，伊斯法罕大學的一位教授阿里·奧米迪否認了伊朗與沙烏地阿拉伯的衝突會越演越烈的假設。

### 南亞
評論員埃桑·阿赫拉里、作家布魯斯·里德爾、政治評論家三佳亞·巴魯與普林斯頓大學學者齊亞·米安自2002年以來就一直使用「冷戰」一詞來指稱印度與巴基斯坦之間的長期緊張關係。這兩國在1947年分治之前一直屬於英屬印度的一部分。

### 東亞
海军研究生院學者愛德華·A·奧爾森、英國政治家大衛·阿爾頓、約克大學教授朴賢玉與南加州大學教授大衛·C·康用該術語來代指北韓與南韓之間的緊張局勢。這兩國間自1945年第二次世界大戰結束以來就一直處於分裂狀態。他們交替地稱之為「朝鮮冷戰」。2019年8月北韓政府表示，美韓進一步的軍事合作將促使北韓「與朝鲜半岛與該地區陷入一場新冷戰」。
中華人民共和國國防部發言人耿雁生、外交家雜誌編輯香農·提茲與《衛報》專欄作家西蒙·提斯達爾也用此術語來代指中華人民共和國與日本之間的緊張關係。

### 中華人民共和國與蘇聯
英國作家愛德華·克蘭克肖也用這個術語來指中蘇交惡後的中蘇關係。蘇聯與中共之間也發生了「間諜戰爭」。

### 中華人民共和國與印度
信德大學的伊姆蘭·阿里·桑達諾、OP金達爾全球大學的奥雅纳·K·查特吉、記者貝蒂爾·林特納、作家布魯諾·馬薩埃斯、政治家兼律師帕拉尼亞潘·奇丹巴拉姆、政治家兼記者桑傑·賈以及其他一些人用此術語來代指中共與印度間日益緊張的關係。

### 21世紀的美國
大多數美國人表示認為美國政治的左派與右派成員之間已然發生了冷戰。比如說2016與2020年的總統選舉、1月6日右翼暴徒對首府的襲擊，及日益嚴重的政治分化等等。

## 延伸書籍
- Mello Morales, Frank. .   [29 September 2022]. （原始内容存档于2023-06-17）.